# Opat Antoni odwiedza pustelnika Pawła
Opat Antoni odwiedza pustelnika Pawła (hiszp. San Antonio Abad y san Pablo, primer ermitaño) – barokowy obraz olejny hiszpańskiego malarza Diega Velázqueza znajdujący się w zbiorach Muzeum Prado w Madrycie.
Obraz przedstawia scenę ze Złotej legendy Jakuba de Voragine. Święty Antoni Opat, którego artysta przedstawił w czarnym habicie, odwiedza na pustyni egipskiej Pawła z Teb, pierwszego chrześcijańskiego pustelnika. Opat aż pięć razy namalowany został na tym samym dziele, m.in.: pyta o drogę centaura, rozmawia z satyrem i z samym świętym pustelnikiem. Obraz został namalowany dla pałacu Buen Retiro.